# Pyegemalion
Pyegemalion est une œuvre de l'artiste français  Julio Silva située à Paris, en France. Il s'agit d'une sculpture en marbre conçue en 1979 et placée dans le forum des Halles.

## Description
L'œuvre prend la forme d'un ensemble de cinq formes humanoïdes présentant des caractéristiques de nus féminins. Quatre des personnages se tiennent regroupés sur la droite de la sculpture, tandis que le cinquième est debout sur la gauche, penché vers les quatre autres. L'un des personnages, dont la tête est de forme carrée, est accroupi ; la tête d'un autre, allongé, repose sur ses genoux.
La sculpture est placée sur un socle rectangulaire fait du même matériau.

## Localisation
La sculpture est installée à l'intérieur de la cour ouverte (la place Basse) du forum des Halles. Placée sur un piédestal de marbre, elle est entourée d'une petite barrière en verre, laquelle porte à deux endroits le nom de l'œuvre, de son auteur et de son commanditaire, ainsi que la date de conception.

## Commande
L'œuvre est commandée à Silva par la société d'économie mixte pour l'aménagement des Halles (SEMAH) en 1979.

## Artiste
Julio Silva (1930—2020) était un sculpteur français.